# Río Bajtá
El río Bajtá (en ruso: река Бахта) es un largo río ruso, un afluente por la derecha del río Yeniséi que discurre íntegramente por el krai de Krasnoyarsk. Tiene una longitud de 498 km, drena una cuenca de 35 500 km² —similar a países como Taiwán (135.º) y Moldavia (136.º)— y tiene un caudal de unos 490 m³/s. Los tramos inferiores del río son navegables.

## Curso

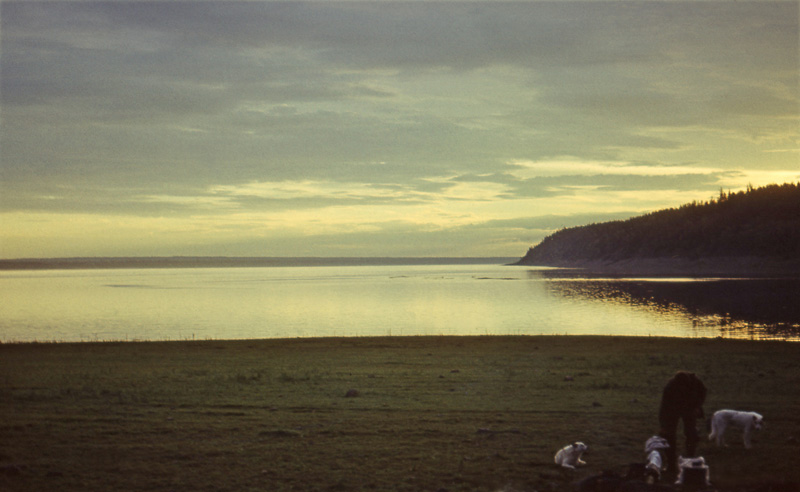
Otra vista del río, cerca de la desembocadura en la localidad homónima de Bajtá.

El Bajtá tiene su origen en la meseta de Tunguska, parte del lado occidental de la meseta central siberiana. Comienza su discurrir hacia el noroeste, luego gira a la mitad de su curso y fluye aproximadamente hacia el suroeste.
El Bajtá coore en una remota zona montañosa a través de un estrecho valle rodeado por la taiga hasta que deja la zona de la meseta y fluye a través de la llanura del Yeniséi. El Bajtá se une por la orilla derecha al Yeniséi en el pueblo homónimo de Bajtá (220 hab. en 2010). La confluencia se encuentra a 1425 km de la desembocadura del Yeniséi, aproximadamente a medio camino entre las desembocaduras del Tunguska Pedregoso y del Tunguska Inferior. El río se congela a mediados de octubre y permanece así hasta mediados de mayo.
Una sección del curso inferior del río, incluida su confluencia con el Yeniséi, se encuentra protegido en la Reserva Natural de Siberia Central.